# ULAF League One 2019
La ULAF Perša Liga 2019 è  il campionato di football a 9, secondo livello nazionale, organizzato dalla ULAF.

## Squadre partecipanti
| Club                   | Città     | Stadio | Sponsor ufficiale | Risultato nella stagione 2018 |
| ---------------------- | --------- | ------ | ----------------- | ----------------------------- |
| Dnipro United 2        | Dnipro    |        |                   |                               |
| Mykolaiv Vikings       | Mykolaïv  |        |                   |                               |
| Poltava Panthers       | Poltava   |        |                   |                               |
| Azov Dolphins Mariupol | Mariupol' |        |                   |                               |

## Stagione regolare

### Calendario

#### 1ª giornata
| Mariupol' 13 aprile 2019, ore 13:00 | Azov Dolphins Mariupol | 54 – 36 referto | Dnipro United 2 | Stadion Azovets |

#### 2ª giornata
| Mariupol' 11 maggio 2019, ore 15:00 | Azov Dolphins Mariupol | 80 – 8 referto | Poltava Panthers | Stadion Azovets |

| Dnipro 12 maggio 2019, ore 15:00 | Dnipro United 2 | 8 – 32 referto | Mykolaiv Vikings | Stadion Vichr' |

#### 3ª giornata
| Mykolaïv 25 maggio 2019, ore 14:00 | Mykolaiv Vikings | 0 – 8 referto | Azov Dolphins Mariupol | Stadion Molodežnyj |

| Dnipro 26 maggio 2019, ore 15:00 | Poltava Panthers | 0 – 28 referto | Dnipro United 2 | Stadion FK Molodist' |

#### 4ª giornata
| Mariupol' 9 giugno 2019, ore 16:00 | Azov Dolphins Mariupol | 0 – 40 referto | Mykolaiv Vikings | Stadion Azovets |

#### 5ª giornata
| Dnipro 16 giugno 2019, ore 16:00 | Dnipro United 2 | 34 – 18 referto | Poltava Panthers | Stadion Molodižnogo Parku Vidpočink |

#### 6ª giornata
| Mykolaïv 7 luglio 2019, ore 14:00 | Mykolaiv Vikings | 36 – 8 referto | Poltava Panthers | Stadion Molodežnyj |

| Dnipro 7 luglio 2019, ore 16:00 | Dnipro United 2 | 10 – 16 referto | Azov Dolphins Mariupol | Stadion Molodižnogo Parku Vidpočink |

#### 7ª giornata
| 20 luglio 2019, ore 13:00 | Mykolaiv Vikings | 24 – 0 (a tavolino) referto | Dnipro United 2 |  |

| Poltava 20 luglio 2019, ore 16:00 | Poltava Panthers | 8 – 16 referto | Azov Dolphins Mariupol | Stadion FK Junist' |

#### 8ª giornata
| Poltava 4 agosto 2019, ore 16:00 | Poltava Panthers | 0 – 30 referto | Mykolaiv Vikings | Stadion FK Junist' |

### Classifica
La classifica della regular season è la seguente:
- PCT = percentuale di vittorie, G = partite giocate, V = partite vinte, P = partite perse, PF = punti fatti, PS = punti subiti

| Pos. | Squadra                | PCT  | G | V | N | P | PF  | PS  |
| ---- | ---------------------- | ---- | - | - | - | - | --- | --- |
| 1    | Mykolaiv Vikings       | .833 | 6 | 5 | 0 | 1 | 162 | 24  |
| 2    | Azov Dolphins Mariupol | .833 | 6 | 5 | 0 | 1 | 196 | 102 |
| 3    | Dnipro United 2        | .333 | 6 | 2 | 0 | 4 | 116 | 166 |
| 4    | Poltava Panthers       | .000 | 6 | 0 | 0 | 6 | 42  | 224 |

## Verdetti
- Mykolaiv Vikings Vincitori della ULAF Perša Liga 2019